# Незнайка в Солнечном городе (мультфильм)
«Незнайка в Солнечном городе» — советский кукольный многосерийный мультипликационный телефильм 1976−1977 годов по мотивам одноимённой книги (1958) Николая Носова. Это единственная экранизация, где внешний вид Незнайки не имеет ничего общего с его классическим образом. Как и большинство других мультфильмов, выпущенных творческим объединением «Экран» в 1970-х, мультфильм выполнен в стилистике цирковой буффонады.

## Сюжет

### Фильм первый. Как Незнайка совершал хорошие поступки
Однажды Незнайка узнал от своей подруги Кнопочки, что если совершить три хороших поступка, то появится волшебник и подарит волшебную палочку.

### Фильм второй. Встреча с волшебником
Незнайка даже не предполагал, что совершить три хороших поступка очень сложно. Ему это удалось, и палочка оказалась у него. Незнайка пригласил своих друзей Кнопочку и Пёстренького поехать в Солнечный город.

### Фильм третий. Превращения начинаются
Прогулка по Солнечному городу началась с того, что Незнайка превратил мальчика по имени Листик в осла. Таким образом он совершил первый скверный поступок.

### Фильм четвёртый. Побег
Вернуть Листику его прежний облик Незнайке не удалось, потому что тот сбежал. Незнайка, Кнопочка и Пёстренький оказались в милиции у инспектора Свистулькина. С помощью волшебной палочки Незнайка изменил направление открывания двери, тем самым совершив второй скверный поступок.

### Фильм пятый. Превращения продолжаются
Несчастный Листик-осёл был отправлен в зоопарк на хранение. Незнайка и его друзья поспешили за ним, чтобы превратить его обратно в человека. В зоопарке, кроме Листика, уже было три самых настоящих осла, которых Незнайка по ошибке превратил в людей. Но это был уже третий и последний скверный поступок, после совершения которого волшебная палочка полностью перестала действовать.

### Фильм шестой. Приключения трёх ослов
За то, что Незнайка дразнил обезьяну, милиционер Караулькин привёл его в милицию. Превращённые в людей ослы — Пегасик, Брыкун и Калигула — оказались ветрогонами и чуть не разрушили весь зоопарк.

### Фильм седьмой. Удивительные подвиги
Чтобы исправить свои ошибки, Незнайке пришлось сбежать от милиционера Свистулькина. Тем временем Калигула, Брыкун и Пегасик продолжали безобразничать в Солнечном городе.

### Фильм восьмой. Снова вместе
Спустя три недели Кнопочка, Пёстренький и Незнайка встретились в больнице, куда угодил главный герой, убегая от Свистулькина. Они должны вернуться в зоопарк, чтобы забрать у обезьяны волшебную палочку, которую та отняла у Незнайки.

### Фильм девятый. Переполох в зоопарке
Чтобы отнять у обезьяны волшебную палочку, Незнайка и его друзья решили пробраться в зоопарк ночью, пока нет сторожей. Но Пегасик, Брыкун и Калигула, развлекаясь, поменяли на клетках таблички с названиями зверей. Поэтому вместо клетки обезьяны Незнайка попал в клетку со львом.

### Фильм десятый. Волшебник появляется снова
Волшебная палочка снова оказалась у Незнайки, но она утратила свою силу, потому что Незнайка совершил три плохих поступка. Друзьям пришёл на помощь волшебник и всё вернул на свои места: превратил Листика в человека (желание Кнопочки), Пегасика, Брыкуна и Калигулу — в ослов (желание Незнайки, который также пожелал, чтобы в Солнечном городе был порядок), а Незнайке, Кнопочке и Пёстренькому помог вернуться домой (это было желание Пёстренького, к которому также присоединились его друзья).

## Создатели
- Автор сценария: Николай Носов
- Режиссёры:
  - Павел Мурашов (1, 6 серии)
  - Нина Шорина (2, 4 серии)
  - Юрий Трофимов[3][4] (3, 5, 10 серии)
  - Борис Ардов (7, 8 серии)
  - Ольга Розовская (9 серия)
- Художники-постановщики: Макс Жеребчевский (серии 1-10), Юрий Евмешкин (1, 6, 9  серии), Юрий Трофимов (3, 5, 10 серии), Инна Воробьёва (4, 7, 8 серии)
- Операторы: Иосиф Голомб (1, 3, 5, 10 серии), Леонард Кольвинковский (2, 4, 9 серии), Евгений Туревич (6, 7, 8 серии)
- Композиторы:
  - Виталий Корзин (1 серия)
  - Лев Приcс (2, 4 серии)
  - Владимир Шаинский (3 серия)
  - Ирина Грибулина (5 серия)
  - Игорь Ефремов (6, 7, 8 серии)
  - Игорь Космачёв (9 серия)
  - Михаил Зив (10 серия)
- Тексты песен:
  - Игорь Шаферан (3 серия)
  - Михаил Либин (5 серия)
  - Леонид Дербенёв (6 серия)
  - Михаил Пляцковский (8,  9 серии)
- Роли озвучивали:
  - Незнайка — Бронислава Захарова (все серии)
  - Кнопочка — Маргарита Корабельникова (все серии, кроме 7-й и 10-й)
  - Пёстренький — Клара Румянова (2, 5, 8-10 серии)
  - Булька — Юрий Хржановский (1 и 2 серии)
  - Торопыжка — Зинаида Нарышкина (1 и 2 серии)
  - Сиропчик — Наталья Голубенцева (1 серия)
  - Пончик — Светлана Харлап (там же)
  - Пилюлькин — Тамара Дмитриева (там же)
  - Милиционер Свистулькин — Вячеслав Невинный (речь; 3, 4 и 7 серии), Владимир Шаинский (вокал; 3 серия), Всеволод Абдулов (6 серия)
  - Листик — Клара Румянова (3 серия), Рина Зелёная (10 серия)
  - Буковка — Лия Ахеджакова (3, 7, 8 и 10 серии)
  - Караулькин, милиционер с фотоаппаратом — Георгий Милляр (4 и 5 серии)
  - Директор зоопарка — Семён Самодур (4, 5 и 10 серии)
  - Пегасик — Михаил Лобанов (речь; 6, 8 и 9 серии), Олег Анофриев (вокал; 6 и 9 серии)
  - Брыкун — Виктор Петров (речь; там же), Олег Анофриев (вокал; там же)
  - Калигула — Всеволод Абдулов (речь; там же), Анатолий Горохов (вокал; там же)
  - Служительница зоопарка — Римма Быкова (5 и 9 серии)
  - Доктор — Людмила Иванова (7-8 серии)
  - Волшебник — Валентин Никулин (2 и 10 серии)
- Звукооператоры:
  - Виталий Азаровский (кроме 4, 6 серии)
  - Нелли Кудрина (4-7 серии)
- Художники-мультипликаторы:
  - Аида Зябликова (2, 4, 9 серии)
  - Маргарита Карпинская (1-6, 9, 10 серии)
  - Ольга Дегтярёва (1-4, 7, 8 серии)
  - Валерий Шуленин (1 серия)
  - А. Дегтярёв (2, 6-8 серии)
  - Борис Чани (2 серия)
  - Игорь Самохин (2 серия)
  - Т. Молодова (3-5, 10 серии)
  - В. Роганов (3-5 серии)
  - Владимир Кадухин (3-5, 9, 10 серии)
  - Сергей Олифиренко (6-8 серии)
  - Ольга Анашкина (3 и 4 серии)
  - В. Чурик (4 серия)
  - Алла Гришко (7 и 8 серии)
- Куклы и декорации изготовили (мастерская т/о «Экран»):
  - М. Богатская
  - Г. Богачёв
  - Елена Гагарина
  - С. Гордов
  - Б. Караваев
  - А. Кузнецов
  - А. Крутипорох
  - Г. Круглова
  - И. Киселёва
  - Н. Лярская
  - А. Лярский
  - А. Мулюкина
  - Л. Насонова
  - Е. Покровская
  - Н. Пантелеева
  - В. Слетков
  - Р. Федин
  - Т. Филиппова
  - В. Шафранюк
- Монтажёры:
  - Нина Бутакова (1, 2, 5, 6 серии)
  - Галина Дробинина (3, 4, 7, 9 серии)
  - Татьяна Моргунова (10 серия)
- Редакторы: В. Коновалова (1-10 серии) В. Ходорковская

## Отзывы
...Наконец, в 1976 году то же творческое объединение «Экран» выпустило «Незнайку в Солнечном городе» — персонаж был заменён на блондина, «потерявшего» свою шляпу, слишком «чистенького» и «правильного» для того чтобы быть хоть немного соответствовать своему оригиналу.— Литературный герой в информационном пространстве (диахронная история восприятия образа Незнайки). Загидуллина М. В.